# Kedung Betik
Kedung Betik is een bestuurslaag in het regentschap Jombang van de provincie Oost-Java, Indonesië. Kedung Betik telt 5361 inwoners (volkstelling 2010).